# Черноморско-азовская морская сельдь
Черноморско-азовская морская сельдь  (лат. Alosa maeotica) — вид морских лучепёрых рыб семейства сельдевых.

## Описание
Максимальная длина тела 31 см. Продолжительность жизни до 6 лет.
Тело удлинённое, высокое. Голова треугольной формы с большим ртом. Верхняя челюсть заходит за вертикаль глаза. Зубы на обеих челюстях хорошо развиты. Глаза небольшие с жировыми веками. Жаберные тычинки прямые, тонкие, заострённые на концах, сидят близко друг к другу. Их длина не превышает длину жаберных лепестков. На первой жаберной дуге 33—46 тычинок. Спинной плавник короткий с 16—20 мягкими лучами, из которых первые 3—4 неветвистые. В анальном плавнике 19—22 мягких лучей (три первых луча неветвистые).

## Распространение
Морская стайная рыба, ведёт пелагический образ жизни. Обитает в Чёрном и Азовском морях. Изредка заходит в дельту Дона и в солоноватоводные лиманы. В пресной воде встречается крайне редко. Холодолюбивая рыба, толерантна к температуре 3—4 °С. Совершает сезонные миграции, перемещаясь в более южные районы на зимовку.

## Питание
Основу рациона составляют мелкие рыбы: тюлька, атерина, хамса. Изредка в желудках встречаются ракообразные (креветки, гаммарусы).

## Размножение
Впервые созревает в возрасте 2 года. На протяжении жизни нерестится 2—4 раза. Сроки нереста: март — июнь. Для нереста подходит в прибрежье или заходит в лагуны. Икринки оседают на дно.   

## Взаимодействие с человеком
Представляет незначительный интерес для коммерческого промысла. Этот вид сельди промышляют в России, Болгарии и Румынии. Весной и осенью её ловят в Керченском проливе, весной и летом в Азовском море. Промысел ведётся закидными и ставными неводами, а также жаберными сетями. Осенняя сельдь отличается высокой упитанностью. Обладает хорошими вкусовыми качествами. Международный союз охраны природы присвоил виду охранный статус «Вызывающий наименьшие опасения».